# Rocketdyne

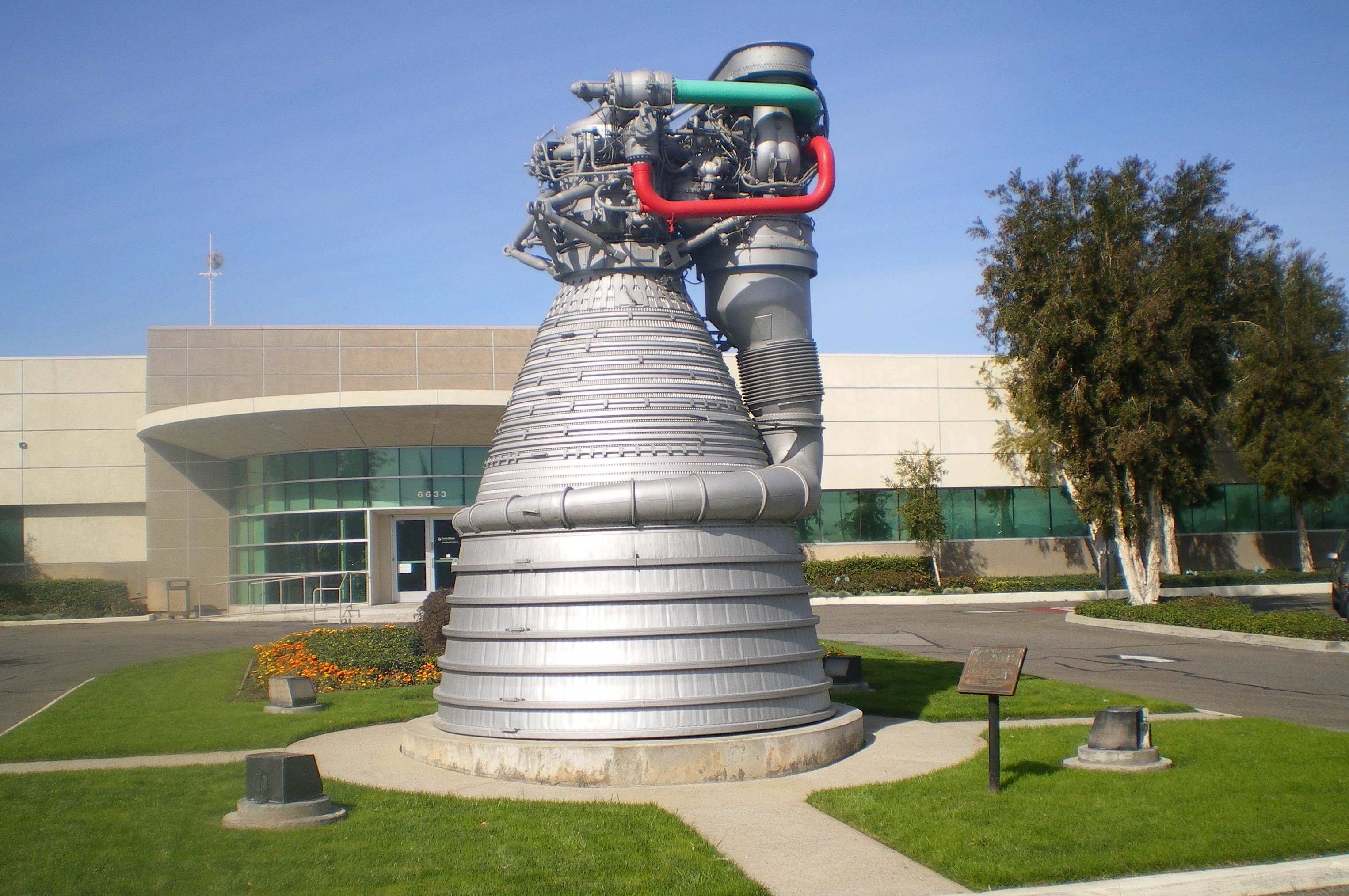
Pratt and Whitney Rocketdyne, Canoga Park, Kalifornie

Rocketdyne byla americká firma, která desítky let vyráběla mj. motory pro rakety využívané mj. i NASA.

## Historie
Společnost byla založena v roce 1955 v Canoga Parku, stát Kalifornie. V roce 1984 se spojila s letectvím armády USA (NAA). Pak došlo s spojení s Rockwellovou mezinárodní společností a tu koupila v prosinci 1996 velká společnost Boeing. V roce 2013 byla koupena společností GenCorp, což byla mateřská společnost Aerojetu, velkého konkurenta Rocketdyne. Sloučením obou firem vznikla Aerojet Rocketdyne.

## Známé produkty
Firma vyrobila motory různých typů pro rakety Saturn, Delta, Atlas. Řada velkých i malých motorků má označení Rocketdyne. Později se spolu s Boeingem podílela i na vývoji motorů pro americké raketoplány.

## Výrobny a další zařízení
- Canoga Park u Los Angeles v Kalifornii, nyní jako firma Pratt and Whitney Rocketdyne
- Downey
- Palmdate v Kalifornii